# GLP ALFALINK流山

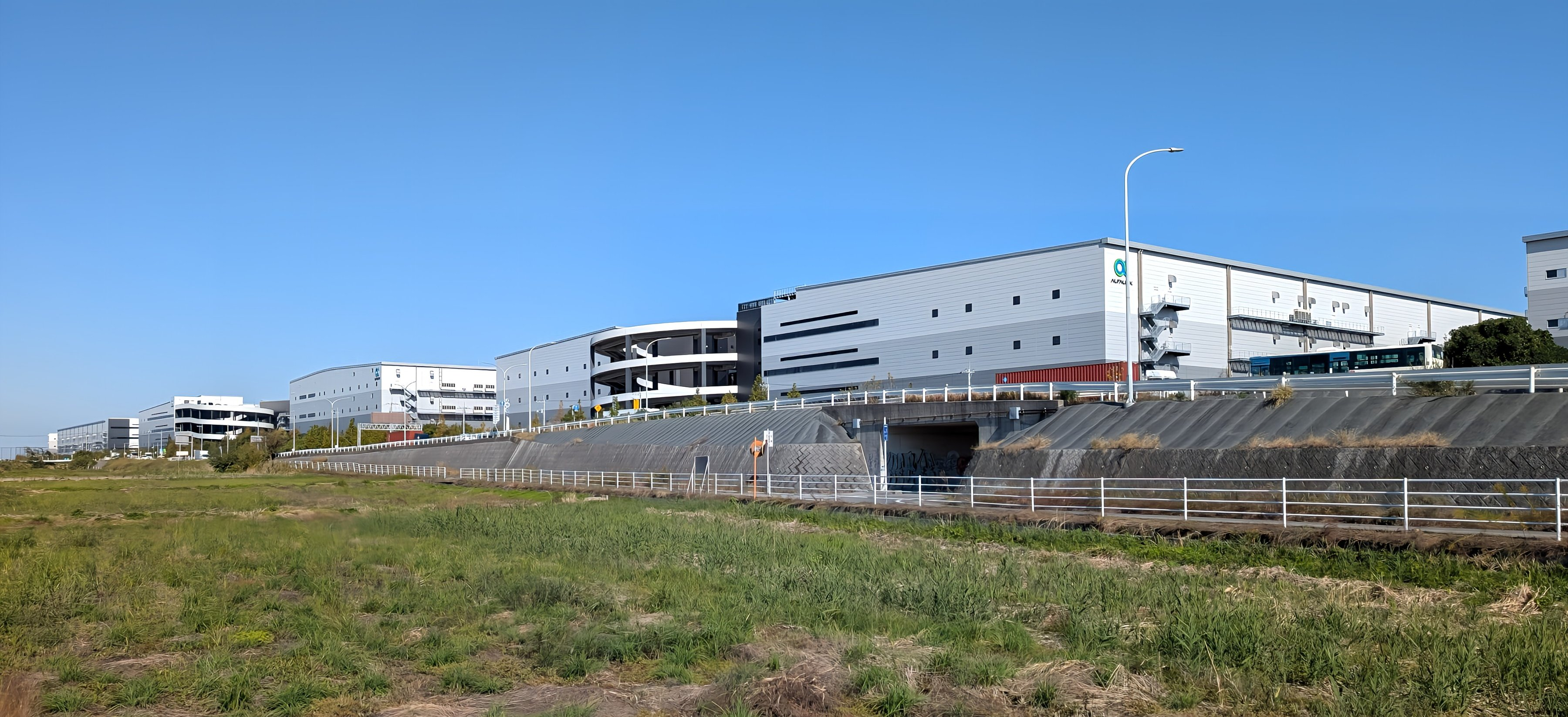
GLP ALFALINK流山（江戸川方面からの撮影）

GLP ALFALINK流山（ジーエルピー アルファリンクながれやま）は、千葉県流山市に位置する超大型物流施設である。総延床面積が約900,000 m2と日本最大級のプロジェクト。
物流プロバイダー大手の日本GLPが「ALFALINK」ブランドシリーズで開発する第二弾の先進的物流施設。流山1 - 8の8棟で構成される。

## 概要
ALFALINK流山には、施設内および地域の人々の交流を促すとともに、緑豊かな流山市の環境との調和を図りながら、物流施設の「見せる化」を推進している。託児所、ラウンジ、カフェテリア、コンビニ、フィットネスジム、宅配ロッカー、コインランドリーなど多岐に渡るアメニティが完備予定。「Open Hub」のコンセプトのもと、施設で働く人々に加え地域の人々にも利用してもらえる、各種イベントが開催可能な交流広場「フェスティバルパーク」を設けている。
主に短期・季節商材向けに約1600坪のシェアリング倉庫エリアを設ける。従来、物流施設の賃貸は基本的に長期契約を前提としているが、荷主企業の季節波動に対する短期ニーズに対応するため、館内のテナントが一日単位で賃貸利用可能な仕組みを整備する。
雇用促進として入居企業から高く評価を得ている人材派遣事務所および託児所を「GLP ALFALINK 流山8」にも設置の予定。さらにベーカリーカフェを設けることにより施設内サービスの充実を図る。
「GLP ALFALINK 流山 5」は、大手食品卸売会社である三井食品株式会社が常温・冷蔵（一部冷凍も予定）の3温度帯物流センターとして利用予定。

## 施設概要
- 所在地:
- 流山1：千葉県流山市南319番地（現GLP流山III）
- 流山2：千葉県流山市南319番地（現GLP流山I）
- 流山3：千葉県流⼭市南261番地（現GLP流山II）
- 流山4 - 8：住居表示未定
- 総敷地面積：約420,000 m2（約120,000坪）
- 総延床面積：約900,000 m2（約270,000坪）
- 構造：PCaPC工法（一部S造）／免震構造 ※流山4のみRCS造／免震構造
- 交通：
  - 常磐自動車道流山IC
  - 東武野田線初石駅から約1.8 km

有効天井高：約5.5 m、柱スパン：幅約11 m x 奥行約11 m、床荷重：1.5 t/m2と先進的物流施設としての基本スペックを兼ね備えた汎用性の高い庫内設計。トラックバースは10 t車がバース内に収まる約13.4 mの奥行を確保し、各区画にドックレベラーとスロープを1基ずつ用意。
物流棟の紹介

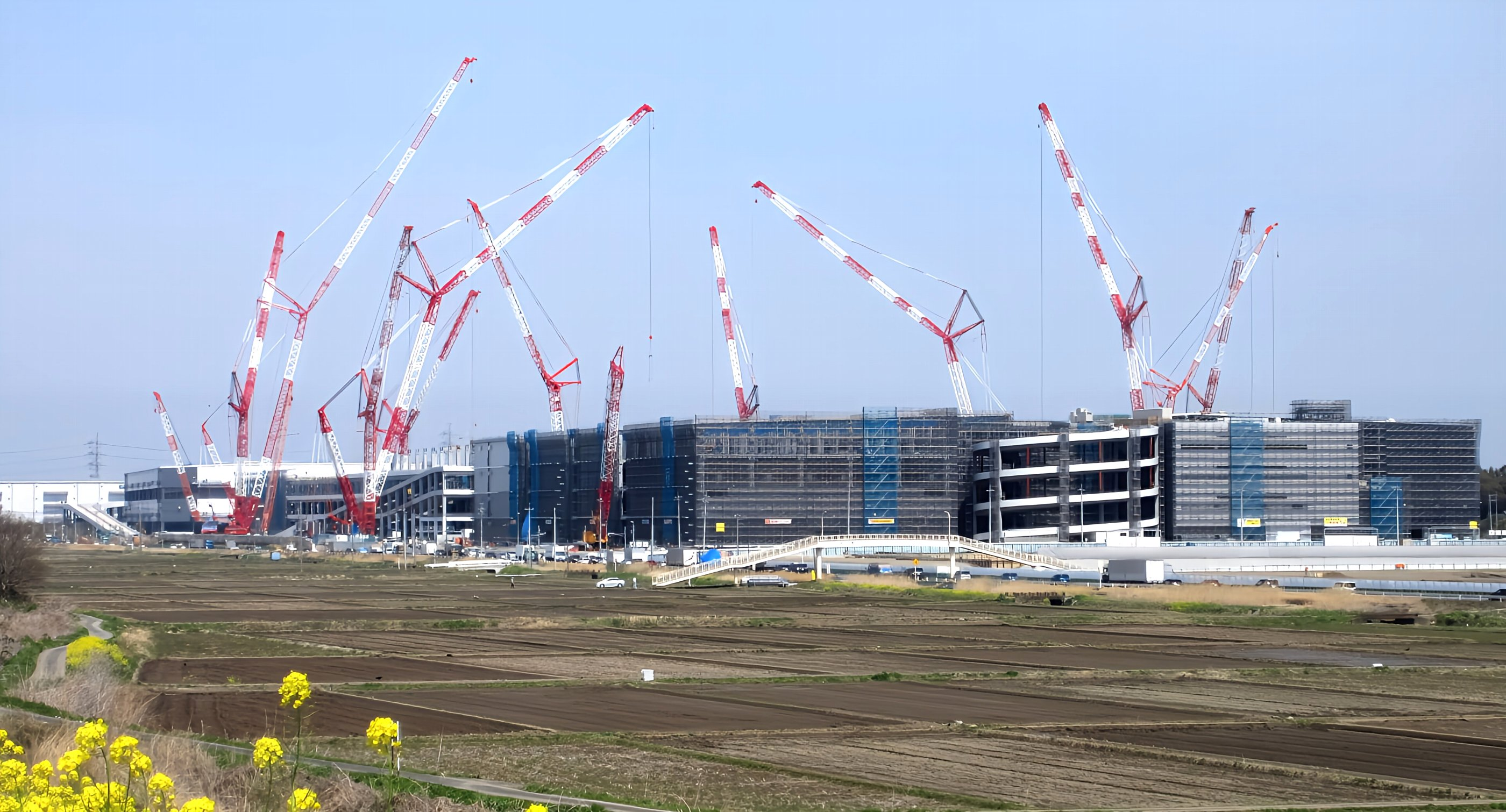
建設工事の様子（2021年3月）
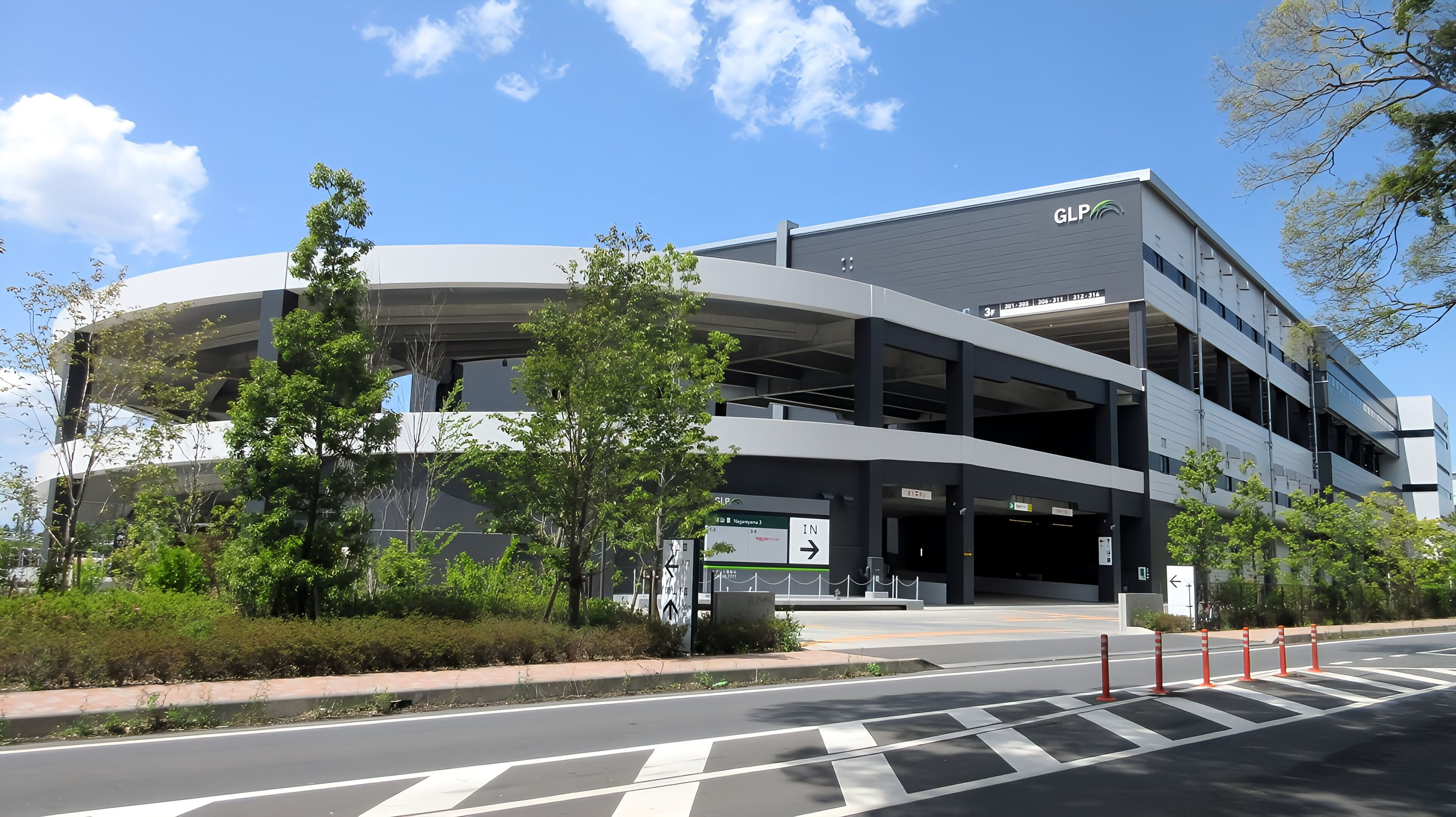
南端に位置する「流山1」棟
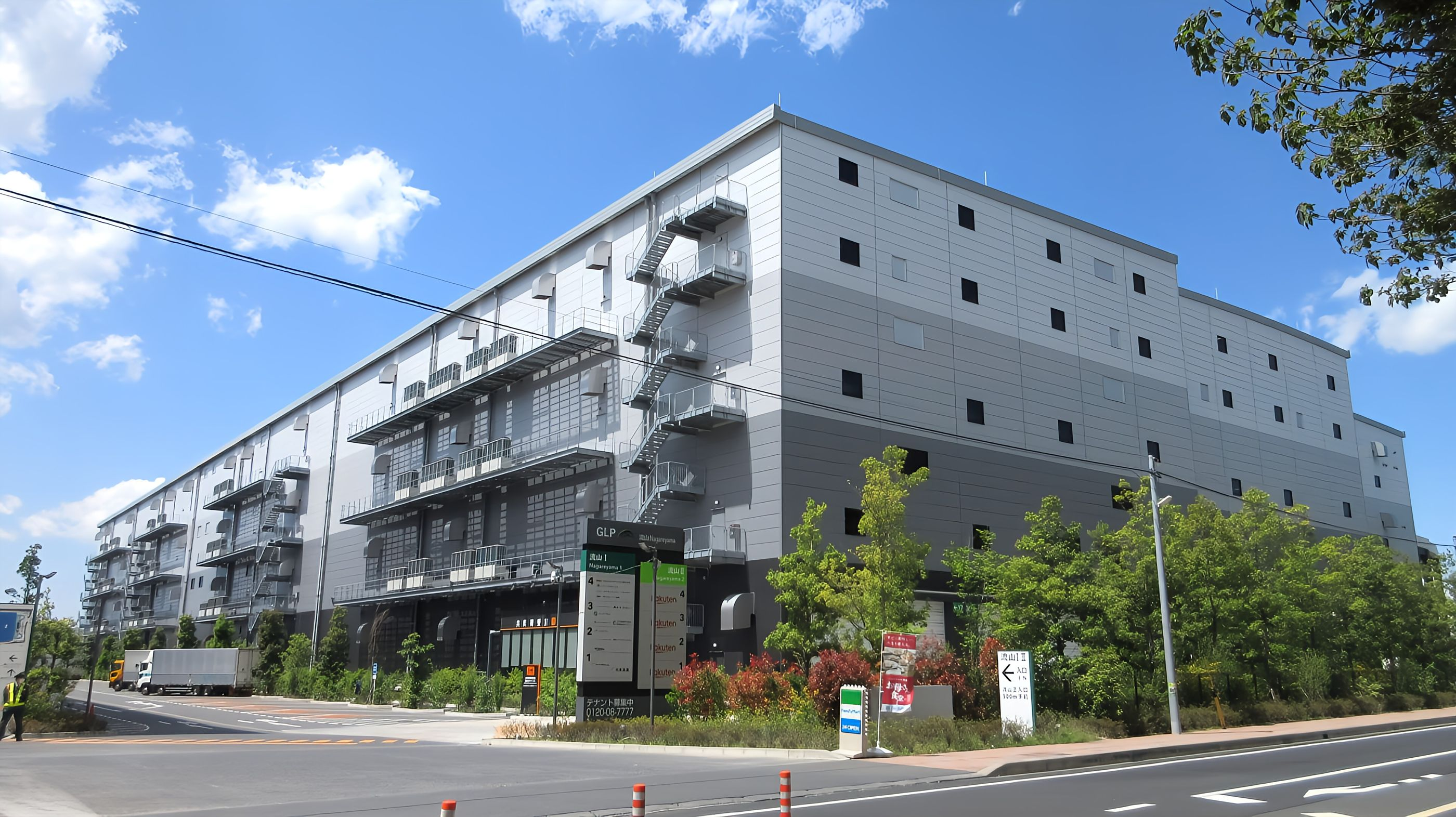
「流山2」棟
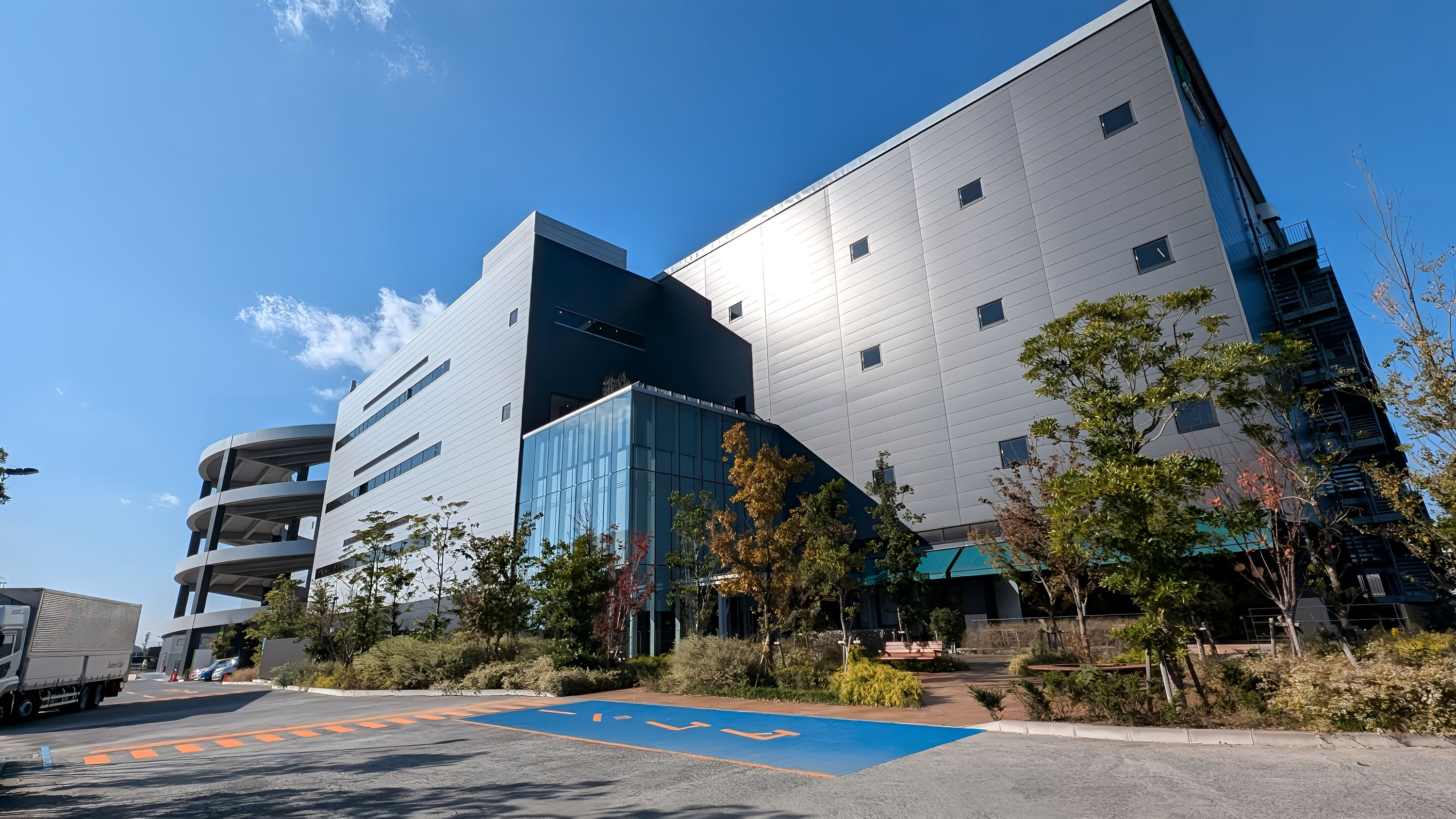
北端に位置する「流山8」棟

## レイアウト
共用部には、カフェテリアやラウンジ、女性が働きやすくなるパウダールーム・トイレや託児所、敷地内の移動を支援するレンタルサイクル、最寄り駅へのVIP送迎や各地への移動に便利なカーシェアリング、車通勤にも十分対応できる大型駐車場を備え、最寄駅からは専用直通バスを完備。倉庫内は大型シーリングファン、高断熱素材を使用することで快適な倉庫環境を提供。その他、宅配ロッカー、コインランドリー、コインシャワー、コンビニエンスストアなどの設備を完備。
施設内にあるカフェ・ド・クリエ 流山アルコテラス店は一般人も利用可能で、カフェ利用者専用の駐車スペースがある。窓側のカウンター席には電源コンセントがあり、無料WiFi（パスワードあり）も飛んでいる。
- ファミリーマート 流山2 1F
- ランニングコース
- ウェルネスエリア 流山4 4F
- ALCOキッチン 流山8 1F *共用のレストラン
- ワーキングスペース 流山5 1F
- 託児所 流山2 1F
- ALCOパーク *共用の公園
- カフェ・ド・クリエ 流山8 1F
- イベントスペース＆シェアキッチン 流山5 1F
- コンビニ
- レストラン

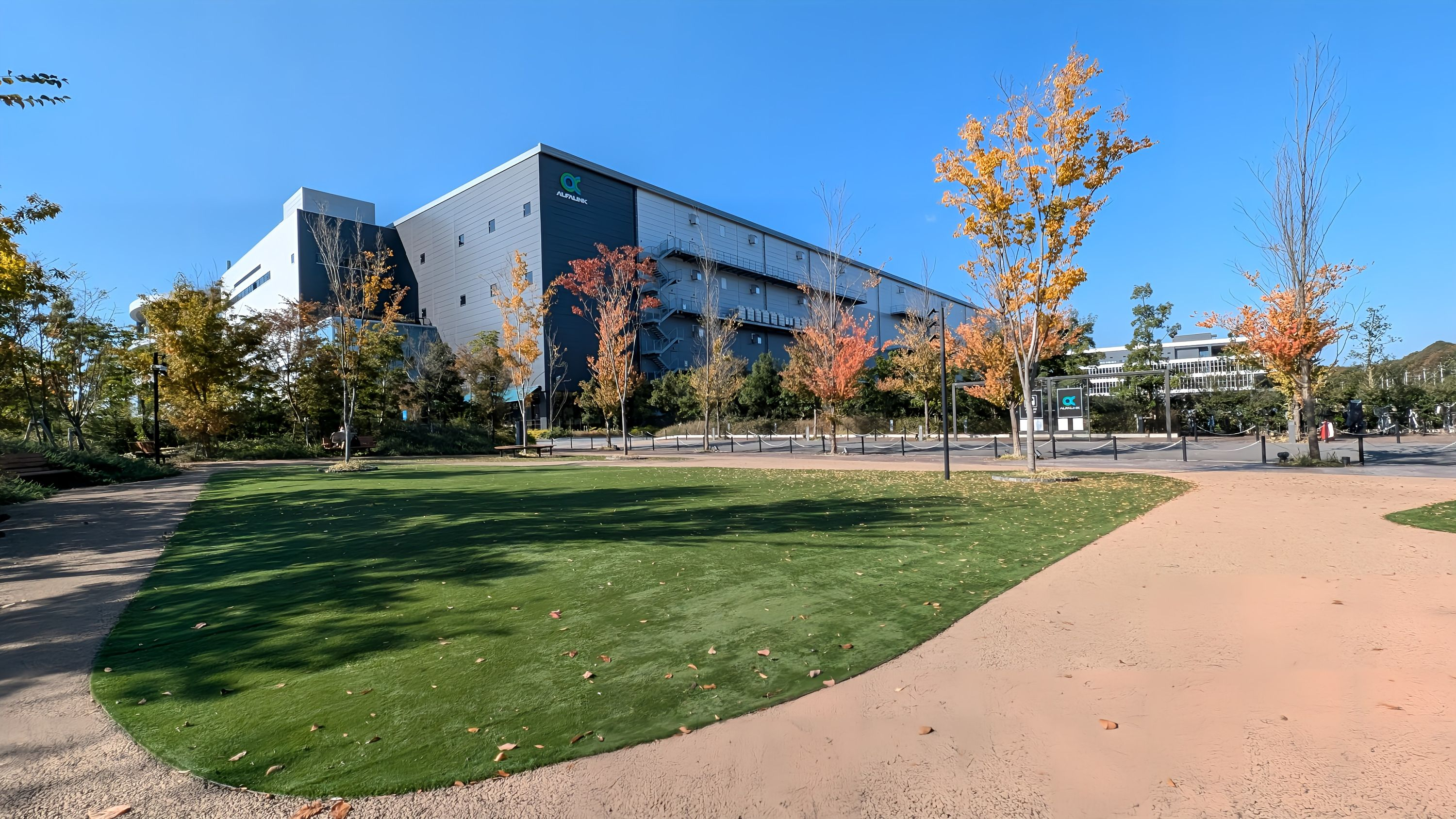
ALCO Park
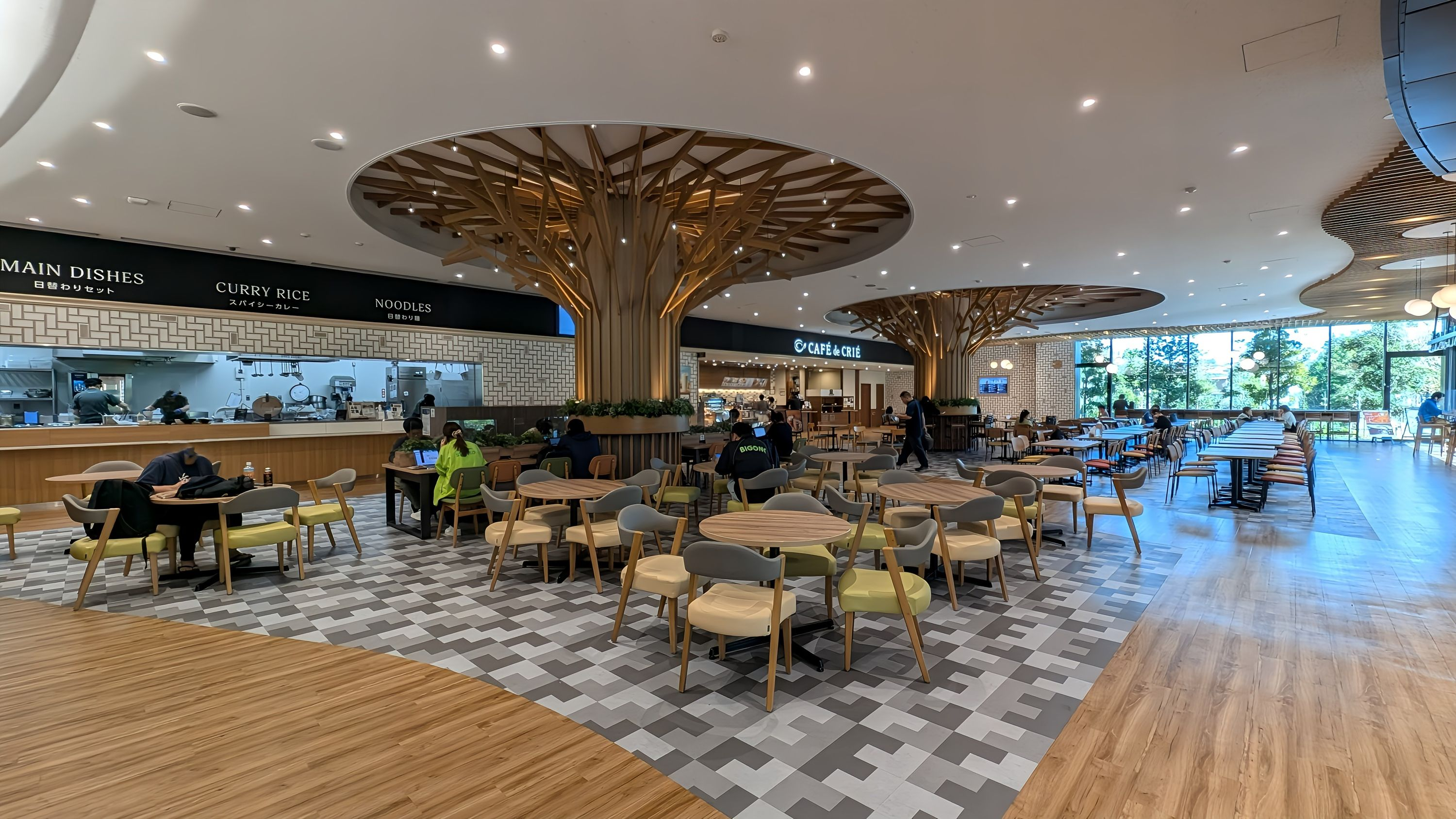
カフェ・ド・クリエ 流山8 1F
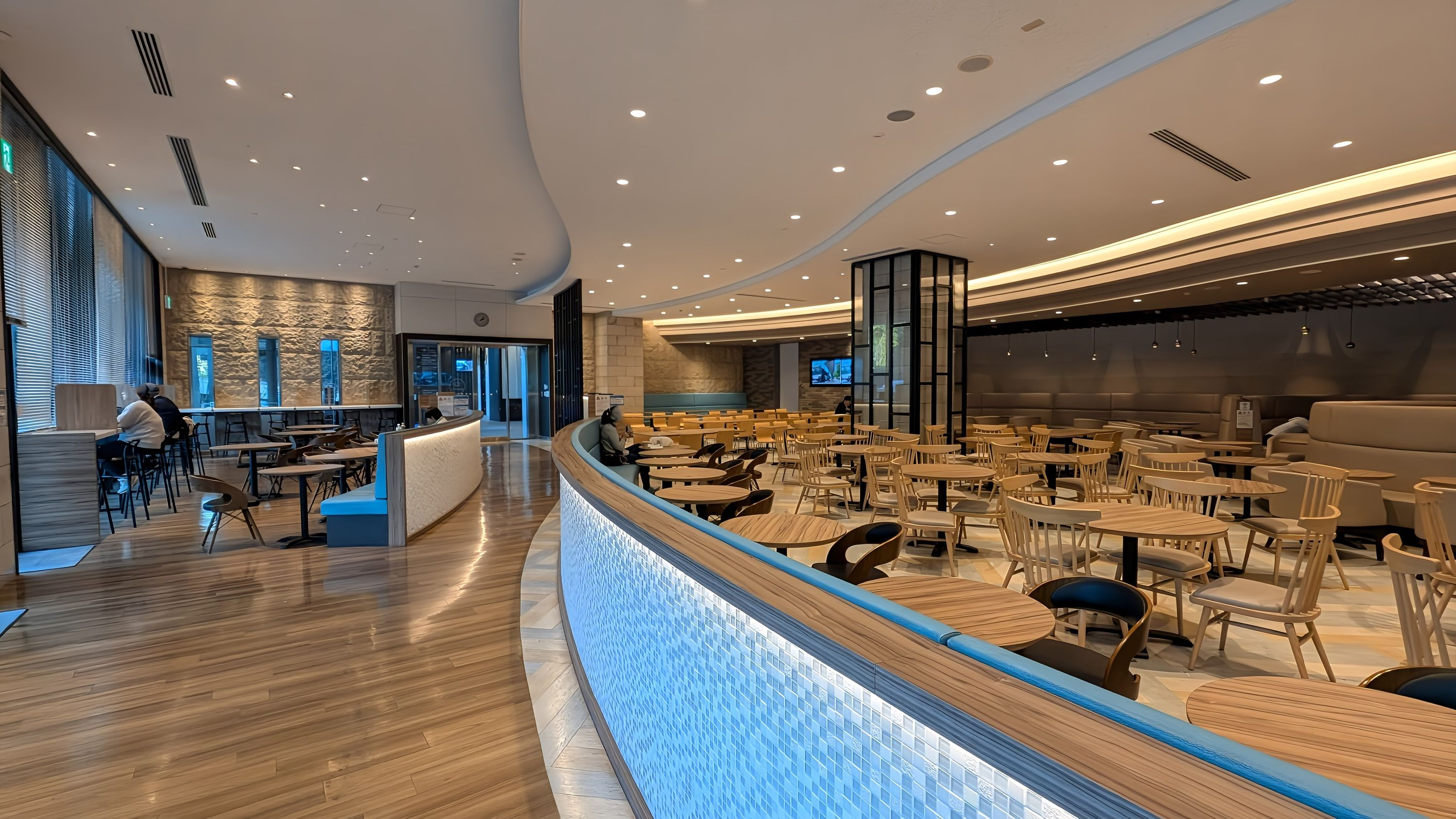
「流山2」棟 ファミリーマート - 休憩施設
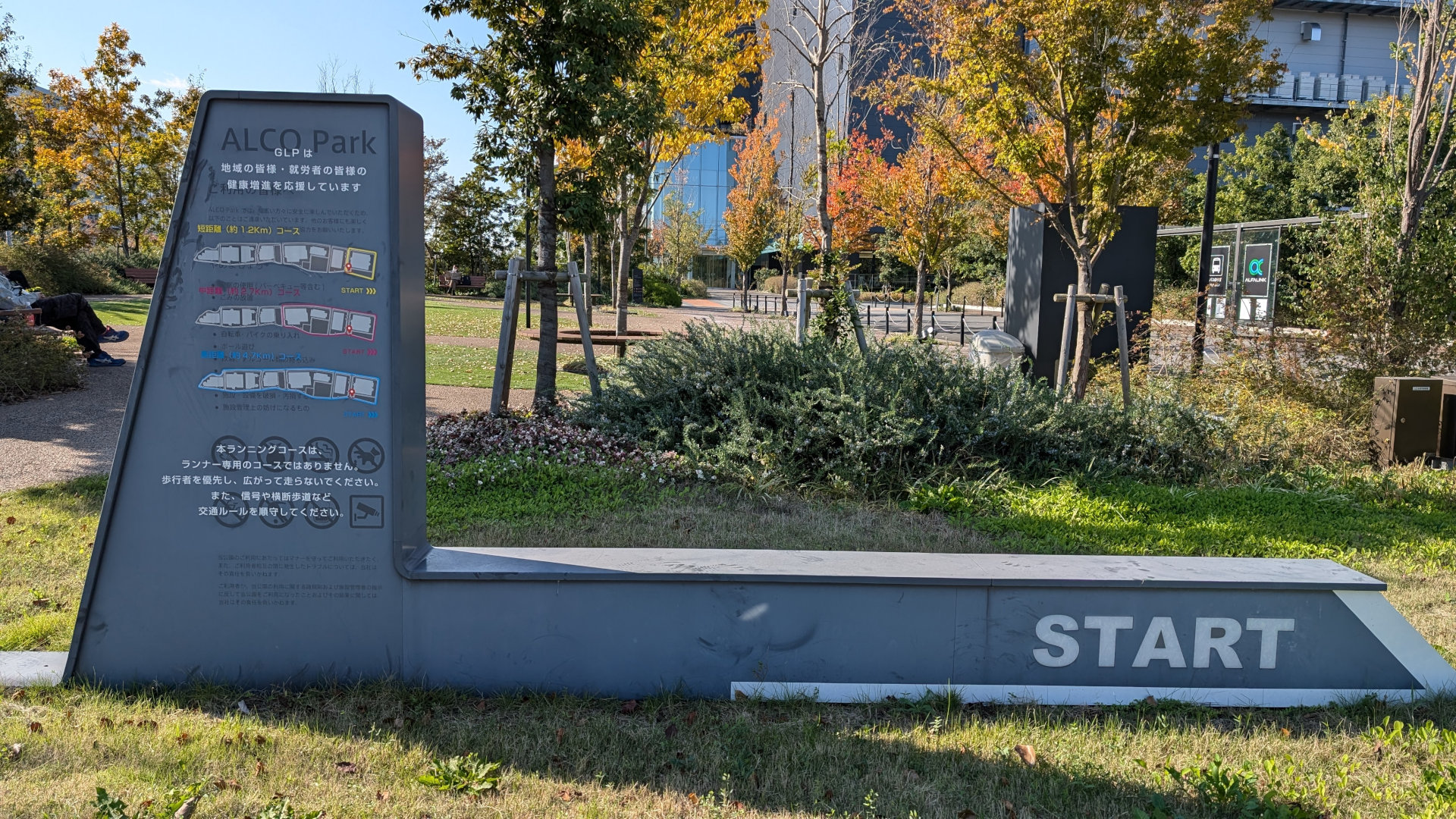
施設周囲をランニングコースとして整備

## シャトルバス
都心から25 km圏内にあって、常磐自動車道流山ICから0.5 km、三郷ICからも6 kmの立地。国道16号にも良好なアクセス。近隣にある流山おおたかの森駅・初石駅・江戸川台駅の3駅からアクセス可能な場所にあり、3駅からは東武バスセントラル西柏営業事務所によって無料シャトルバス（初石駅発着）・有料路線バス（流山おおたかの森駅・江戸川台駅発着）が運行されている。

## ESG
地域との共生に向けた取り組みの一環として、カフェテリアなど自社施設の一部開放、自治体との災害協定の締結、および高校生のインターンシップ受け入れをはじめとする活動にも積極的に取り組む。こうした活動は地域社会および環境に配慮し、持続可能な社会への貢献を図るもので、ESGの視点も踏まえた日本GLPの企業活動を体現。

## BCP
流山市と災害協定を締結。災害時には近隣住民の方々の避難場所として施設を開放し、地域の防災拠点としての役割を果たす。地震や水害などの災害対策として、建物構造は免震構造を採用。免震構造を日本で初めてランプウェイへ実装。設備面では最大72時間連続利用可能な非常用電源、断水時にも利用可能な地下水供給設備、ソフト面では24時間365日常駐の警備員が入館対応から急な自然災害時まで迅速に対応。

## 景観
日本GLPは「第8回流山市景観賞」街並み部門における「景観賞」を受賞している。自然的景観の保全・都市的景観の創出に向けた具体的取り組みが評価されたものである。
- 全長約2 km、長大な壁面を、水墨画のグラデーションを思わせる4彩色で構成し、建物を分節化、斜面樹林より高さを下げることで景観に溶け込んだ街並みを演出
- 自然環境に配慮し、全棟で約18万本の植樹を行い、新旧の森が繋がる緑溢れる街並みを形成。建物により斜面樹林と田園風景の繋がりにも配慮して、東西を繋ぐ桜並木を整備した。
- 地域貢献・地域共生を目指して、各種イベント開催が可能となる交流広場「ALCO Park」を整備し、愛宕神社やふれあいの森と一体の景観を生み出し、地域と企業の新たなふれあいを生み出す場を創りだした。全周5 kmに及ぶスケールの遊歩道、ランニングコース、ポケットパークを備えている。